# La Ceiba de Orotina
La Ceiba es un distrito del cantón de Orotina, en la provincia de Alajuela, de Costa Rica.

## Geografía
La Ceiba cuenta con un área de 60,66 km² y una altitud media de 122 m s. n. m.

## Demografía
Para el año 2022, La Ceiba cuenta con una población estimada de 2407 habitantes, y para el último censo efectuado, en 2011, La Ceiba contaba con una población de 1922 habitantes.

## Transporte

### Carreteras
Al distrito lo atraviesan las siguientes rutas nacionales de carretera:
- Ruta nacional 27